# Age of Machine
Age of Machine ist ein Lied der US-amerikanischen Classic-Rock-Band Greta Van Fleet. Das Lied wurde am 4. Dezember 2020 als zweite Single aus dem zweiten Studioalbum The Battle at Garden’s Gate ausgekoppelt.

## Entstehung
Das Lied wurde von den vier Bandmitgliedern Jake, Josh & Sam Kiszka sowie Daniel Wagner geschrieben und befasst sich mit dem Eindringen der Technologie in die Gesellschaft und die gegenseitige Abhängigkeit, die sich daraus entwickelt hat. Die Inspiration für das Lied holte er sich in der Bar des Sunset Marquis Hotel in Hollywood, als er einen Eiswürfel in seinem Glas beobachtete. Der Eiswürfel ging ständig auf und nieder. Dabei dachte er an den Philosophen Alan Watts, der das Leben mit Ebbe und Flut verglich. Kiszka gab an, dies in dem Eiswürfel gesehen zu haben. Produziert wurde das Lied von Greg Kurstin. Die Aufnahmen fanden in den Tonstudios Henson Recording Studios und No Expectations Studio statt, die sich beide in Los Angeles befinden.

## Rezeption
Fraser Lewry vom Onlinemagazin Louder Sound beschrieb das Lied als „episch“ und „einen weiteren Schritt weg vom Etikett Baby Led Zeppelin“, auch wenn ihn das Lied an The Rain Song von Led Zeppelin erinnert. Vince Neilstein vom Onlinemagazin Metal Sucks hingegen mag zwar das Lied, stellte allerdings fest, dass Greta Van Fleet nicht mehr das Led-Zeppelin-Album Led Zeppelin I sondern Houses of the Holy „nachäffen“. Das Magazin Guitar World wählte Age of Machine zum besten Gitarrensolo des Jahres 2021.